# لي جونغ-بال
لي جونغ-بال (هانغل: 이용발) هو لاعب كرة قدم كوري جنوبي في مركز حراسة المرمى، ولد في 15 مارس 1973 في كوريا الجنوبية. لعب مع جونبك هيونداي موتورز وجيجو يونايتد.

## وصلات خارجية
- لي جونغ-بال على موقع دوري كوريا الجنوبية (الإنجليزية)
- لي جونغ-بال على موقع قاعدة بيانات كرة القدم.إي يو (الإنجليزية)